# Edgell Island
Edgell Island är en ö i Kanada.   Den ligger i territoriet Nunavut, i den östra delen av landet, 1 900 km norr om huvudstaden Ottawa. Arean är 287 kvadratkilometer.
Terrängen på Edgell Island är platt. Öns högsta punkt är 257 meter över havet. Den sträcker sig 25,1 kilometer i nord-sydlig riktning, och 24,0 kilometer i öst-västlig riktning.
Trakten runt Edgell Island består i huvudsak av gräsmarker. Trakten runt Edgell Island är nära nog obefolkad, med mindre än två invånare per kvadratkilometer.